# Miquel Barceló García
Per al pintor, vegeu Miquel Barceló Artigues.
Miquel Barceló García (Mataró, 30 de novembre de 1948 – 23 de novembre de 2021) fou un doctor en Informàtica, enginyer aeronàutic i diplomat en energia nuclear. A més, fou editor, traductor i escriptor, especialitzat en el gènere de la ciència-ficció.
En el vessant professional, dirigí i coordinà el programa de doctorat sobre sostenibilitat, tecnologia i humanisme de la Universitat Politècnica de Catalunya. Catedràtic EU, fou, durant molts anys, professor a la Facultat d'Informàtica de Barcelona, des de la seva creació (el 1976), concretament al Departament d'Enginyeria de Serveis i Sistemes d'Informació de la UPC.
Com a editor, la seva carrera ha estat lligada a Ediciones B, on dirigí la col·lecció NOVA, especialitzada en relats i novel·les de ciència-ficció. En moltes ocasions, Barceló inclou en els llibres que edita en aquesta col·lecció un article introductori. L'any 1996 l'Asociación Española de Fantasía y Ciencia Ficción li va concedir el Premio Gabriel A la labor de una vida.

## Obra publicada
- El otoño de las estrellas (Novel·la curta, 2001) amb Pedro Jorge Romero.
- Testimoni de Narom (Novel·la curta, 1998) amb Pedro Jorge Romero. Guanyadora del desaparegut premi de Narrativa de ciència-ficció Jules Verne d'Andorra.
- Ciencia ficción: Guía de lectura (Assaig, 1990).
- Cuentos de ciencia ficción (Antologia, 1998) amb Pedro Jorge Romero.
- Paradojas en la ciencia ficción II (Assaig, Equipo Sirius 2005).
- La ciència-ficció (Assaig, 2006).
- Una història de la informàtica (Assaig, Editorial UOC 2008).
- Ciencia Ficción. Nueva guía de lectura (Assaig, 2015).